# Mikaszówek
Mikaszówek – jezioro w gminie Płaska, w powiecie augustowskim, w woj. podlaskim.

## Charakterystyka
Mikaszówek leży na Równinie Augustowskiej w Puszczy Augustowskiej. Jezioro ma kształt wydłużony ze wschodu na zachód. W części zachodniej jest szerokie, zwęża się ku wschodowi, przechodząc w kanał. Mikaszówek jest częścią rynny polodowcowej, w której leżą także jeziora: Jezioro Górczyckie, Jezioro Orle, Paniewo, Jezioro Krzywe, Mikaszewo.
Jezioro położone jest na szlaku Kanału Augustowskiego. Na zachodzie łączy się dwoma przekopami z jeziorem Mikaszewo. Na wschodzie wypływa sztuczny odcinek Kanału Augustowskiego ze śluzą Mikaszówka, prowadzący do rzeki Czarna Hańcza. Najbliższa wieś - Mikaszówka – leży ok. 1 km na wschód. Mikaszówek znajduje się w zasięgu administracyjnym nadleśnictwa Płaska.
Mikaszówek jest jeziorem zatorfionym i zarastającym, należącym do typu mezotroficznych. Północy brzeg jeziora jest zalesiony. Nad jeziorem Mikaszówek występuje naturalne siedlisko rzadkiej rośliny aldrowanda pęcherzykowata. Na podstawie badań przeprowadzonych w 1988 roku wody jeziora zaliczono do II klasy czystości.

## Dane morfometryczne
Powierzchnia zwierciadła wody według różnych źródeł wynosi od 12,5 ha do 17,3 ha.
Zwierciadło wody położone jest na wysokości 113,5 m n.p.m. Średnia głębokość jeziora wynosi 1,9 m, natomiast głębokość maksymalna 4,7 m.